# Okey

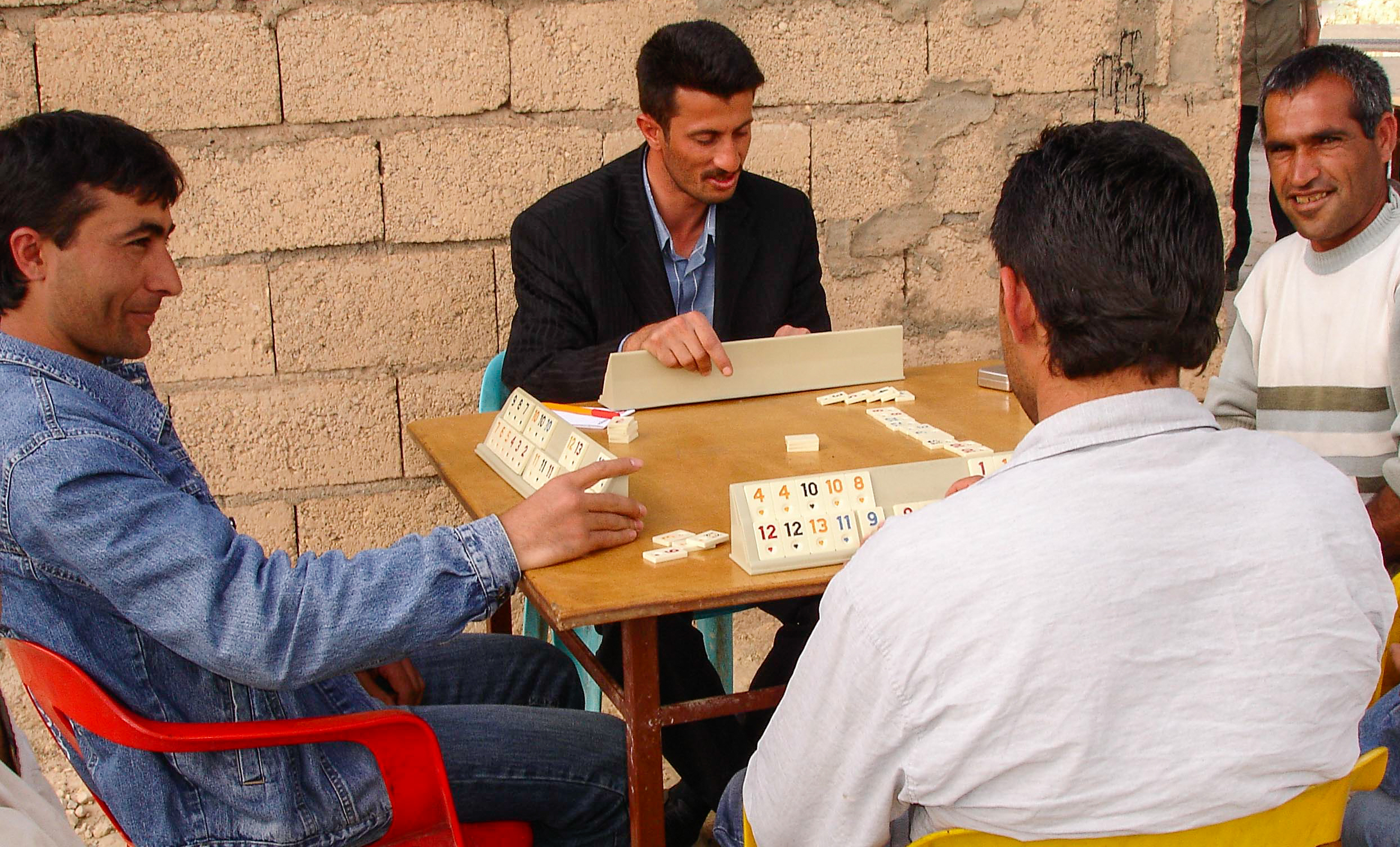
Partita a Okey nella provincia di Mardin (Turchia)

L'Okey, talvolta descritto come Ramino turco, è un gioco appartenente alla famiglia dei rummy games, giochi di combinazione che consistono nel formare gruppi di tessere o di carte dello stesso valore o con valori in scala. Nello specifico, l’Okey si gioca con un set di tessere in legno o in plastica dura. Il gioco è particolarmente diffuso in Turchia, dove viene frequentemente praticato nei caffè; il nome è una parola turca che indica il jolly.

## Storia
Le origini del gioco non sono note con certezza, ma devono probabilmente essere messe in relazione con la generale diffusione dei rummy games nel corso del XX secolo. Il più antico gioco conosciuto di questa famiglia è il Conquian, originario del Messico, descritto per la prima volta nel 1887. A sua volta, il Conquian potrebbe derivare da giochi cinesi di combinazione con meccaniche di pesca e scarto, come il Mah Jong e ulteriori modelli i cui nomi (Khanhoo, Kon Khin) sembrano tradire un legame con il Conquian. Il Conquian, importato negli Stati Uniti con il nome di "Rummy", darà poi luogo a numerosissime varianti e a una eterogenea famiglia di giochi nel corso del Novecento. 
Con il Mah Jong in particolare, l'Okey presenta diverse affinità: ne condivide l’obiettivo di gioco, ovvero la formazione di una mano completa di combinazioni valide, nonché la mano speciale formata da sette coppie; ulteriori somiglianze si osservano nelle componenti (tessere in luogo di carte, anche se esemplate sui mazzi occidentali) e nella fase di preparazione, come l’uso del dado per determinare da quali tessere iniziare a distribuire le mani iniziali. Inoltre, la determinazione del jolly tramite una tessera-indicatore è simile alla determinazione delle tessere dora nel Mah Jong giapponese o Riichi Mah Jong (sebbene le dora abbiano una funzione diversa dai jolly dell'Okey).
Quanto al peculiare set di tessere impiegato per il gioco, è da osservare che set sostanzialmente identici sono impiegati anche per altri giochi di combinazione, come il Rummy romeno e il Burako argentino. Ebbero origine in Romania nel Secondo dopoguerra come sostituti dei mazzi di carte, vietati dal regime comunista: infatti, questi set sono equivalenti a un mazzo doppio di carte internazionali a cui siano tolti due jolly. Di notevole successo è la loro commercializzazione nota come Rummikub, ideata dal romeno di cultura ebraica Ephraim Hertzano.
Il gioco è molto popolare nei caffè turchi tradizionali; una app sviluppata per il gioco su dispositivi mobili è ad oggi una delle più scaricate in Turchia.

## Componenti di gioco
Il set di tessere impiegato consiste di 106 pezzi. Ogni tessera ha un valore compreso tra 1 e 13 e un colore incluso tra giallo, nero, blu e rosso oppure verde, nero, blu e rosso: il colore è indicato dalla cifra e, solitamente, anche da una piccola decorazione al di sotto di questa (un cerchietto, un cuore o simili). Inoltre, c’è un tipo di tessera senza valore né colore definito, detta «falso jolly» (sahte okey), di solito contrassegnata dal simbolo di una stella o di un quadrifoglio. Di ogni singola tessera, compreso il falso jolly, vi sono due esemplari. Completa la dotazione un dado a sei facce, utilizzato solo in fase di preparazione, e le stecche su cui i giocatori dovranno disporre le proprie mani di tessere.

## Regolamento

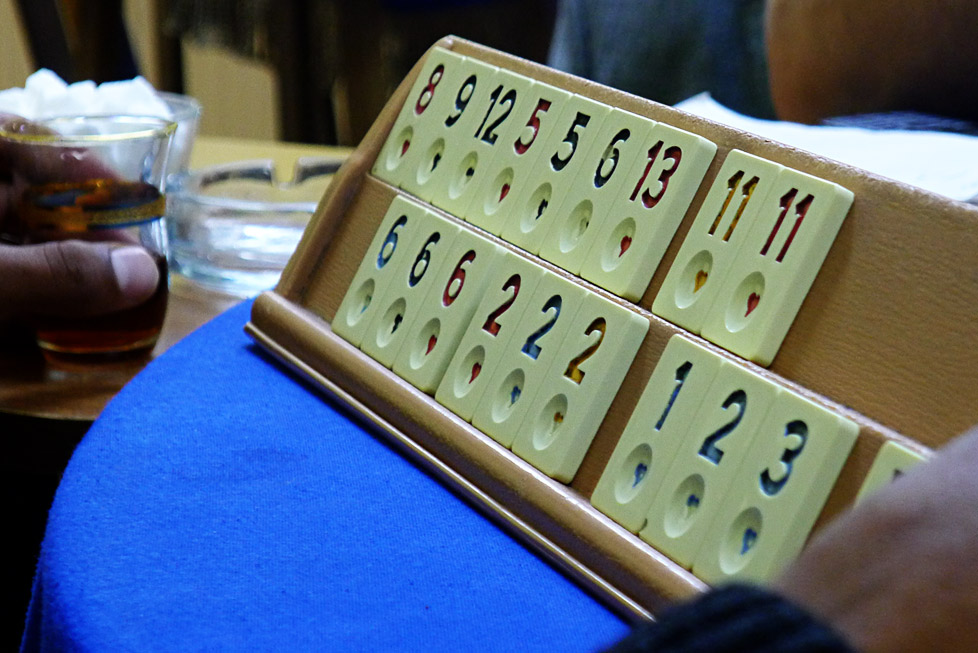
Tessere da Okey posizionate sulla stecca (nella variante nota come Okey 101)

### Svolgimento della partita
La partita si svolge in un numero indefinito di round. All’inizio della partita, tutti i giocatori cominciano con un punteggio prefissato, di solito 20 punti. Nel corso della partita, non si guadagnano punti ulteriori.

### Preparazione del round
Nel primo round il mazziere viene scelto a caso tra i giocatori; il giocatore alla sua destra sarà il primo giocatore. Di round in round, il ruolo del mazziere ruota in senso antiorario. In senso antiorario si svolgeranno anche la distribuzione delle tessere e il gioco vero e proprio.
Le tessere, dopo essere state mescolate a faccia in giù, vengono disposte in 21 pile da 5 pezzi l’una. Una tessera viene lasciata momentaneamente da parte, sempre a faccia in giù.
Il mazziere mette davanti a sé sei pile in fila; ciascuno degli altri giocatori mette davanti a sé cinque pile in fila. Le 21 pile formano così un quadrilatero i cui lati corrono davanti ai singoli giocatori.
A questo punto, il mazziere tira il dado e, a seconda del risultato, conta le proprie pile procedendo da sinistra verso destra. Al di sopra della pila così sorteggiata viene messa la tessera lasciata da parte; a partire da questa, si contano poi le tessere della pila, sempre a seconda del risultato del dado. La tessera così sorteggiata viene scoperta e messa sulla sommità della pila: essa sarà l’indicatore del jolly. Per quel round, il jolly corrisponderà alle due tessere con lo stesso colore dell’indicatore e con il valore superiore di una unità. I falsi jolly, invece, potranno assumere soltanto il valore naturale della tessera jolly.
Per esempio, se l’indicatore è un 7 giallo, i jolly per quel round saranno i due 8 gialli, i quali potranno sostituire qualsiasi tessera nelle combinazioni. I falsi jolly, invece, varranno solo come 8 gialli naturali (sull’uso dei jolly e dei falsi jolly, si veda più diffusamente sotto). Se l’indicatore è un 13, il jolly sarà l’1 dello stesso colorei.
A partire dal primo giocatore, ogni giocatore prende una pila alla volta proseguendo in senso antiorario lungo il quadrilatero, finché ogni giocatore non ha preso due pile: a questo punto ogni giocatore ha dieci tessere. Per completare la mano (che consta di quindici tessere per il primo giocatore, di quattordici tessere per gli altri), il primo giocatore preleva per intero la prima pila disponibile; della pila ancora successiva, il secondo giocatore preleverà le prime quattro tessere, il terzo preleverà l’ultima; della pila seguente, il terzo giocatore preleverà inoltre le prime tre tessere; da questa stessa pila il quarto giocatore preleverà le due tessere restanti e, infine, le prime due tessere della pila successiva.
Tutti i giocatori sistemano le proprie mani iniziali sulle rispettive stecche: le tessere presenti sulle stecche non dovranno mai essere mostrate agli altri giocatori, se non in fase di chiusura. Le pile delle tessere restanti vengono disposte in ordine al centro del tavolo: queste costituiranno il tallone di pesca. La pila con l’indicatore dovrà essere l’ultima pila del tallone.
A distribuzione completata, se un giocatore nella sua mano iniziale possiede la tessera gemella dell’indicatore di jolly, può mostrarla (sempre a propria discrezione): questa azione fa perdere un punto a ciascuno degli altri giocatori. È consentito mostrare la tessera gemella dell’indicatore solo prima che il detentore della medesima tessera abbia effettuato la sua prima pescata.

### Svolgimento del round
In seguito, si svolge il round vero e proprio: si gioca a turno in senso antiorario. Durante il proprio turno, il giocatore compie le seguenti azioni.
- Pescare la prima tessera del tallone, oppure pescare l’ultimo scarto del giocatore precedente.

- Scartare una tessera dalla propria mano: nel caso si sia pescato dal tallone, si può eventualmente scartare anche la tessera appena pescata.

La prima azione viene saltata solo dal primo giocatore nel suo primo turno di gioco, dal momento che possiede già quindici tessere iniziali. La seconda azione deve sempre essere effettuata.
La prima tessera del tallone è la tessera alla sommità della prima pila disponibile. Quando si arriva a dover pescare dalla pila con l’indicatore, quest’ultimo viene messo accanto alla pila e si procede a pescare le restanti tessere dalla pila. L’indicatore non può mai essere pescato.
È consuetudine che gli scarti non vengano ammucchiati tutti insieme, ma che ogni giocatore impili in ordine i propri scarti alla propria destra, in modo che sia sempre chiaro a tutti qual è il suo ultimo scarto. Ogni giocatore dovrebbe dunque avere alla propria sinistra gli scarti del giocatore precedente e alla propria destra i propri scarti.

### Conclusione del round
Il gioco prosegue finché un giocatore, sempre dopo aver pescato, non riesce a formare una mano vincente organizzando le proprie tessere in combinazioni; lo scarto va sempre effettuato, anche quando si mostra la mano vincente. Ci sono tre tipi di mano vincente:
- quattordici tessere ordinate in set e/o scale (senza coppie), più lo scarto di una tessera naturale o di un falso jolly. Tutti gli altri giocatori diminuiscono il proprio punteggio di due punti;
- quattordici tessere ordinate in set e/o scale (senza coppie), più lo scarto di un jolly. Tutti gli altri giocatori diminuiscono il proprio punteggio di quattro punti;
- quattordici tessere ordinate in sette coppie (senza set né scale), più lo scarto di una tessera qualsiasi. Tutti gli altri giocatori diminuiscono il proprio punteggio di quattro punti.

### Conclusione della partita
La partita termina quando il punteggio di uno o più giocatori arriva a 0. A quel punto, è considerato vincitore il giocatore con il punteggio più alto. In alcune versioni, i due giocatori con i punteggi più alti sono sempre considerati vincitori a pari merito. In ulteriori varianti, un giocatore il cui punteggio scenda a zero viene eliminato dal gioco; dopodiché, si continua a giocare finché non resta un solo giocatore in partita, il quale è considerato il vincitore. 

### Combinazioni
Le combinazioni in cui può essere organizzata una mano vincente sono di tre tipi: set, scale, coppie. È da notare che non sono tutte compatibili tra loro: in particolare, una mano vincente con set o scale non può avere coppie e una mano vincente formata da coppie non può avere set né scale.

#### Set
Un set è una combinazione formata da almeno tre tessere dello stesso valore, ma di colore diverso tra loro. Un set non può mai avere due tessere con lo stesso colore: questo implica che un set non può mai essere formato da più di quattro tessere.
Esempi:
- 5 giallo, 5 rosso, 5 nero: set valido (tre tessere dello stesso valore, senza nessun colore ripetuto);
- 8 giallo, 8 rosso, 8 nero, 8 blu: set valido (quattro tessere dello stesso valore, senza nessun colore ripetuto);
- 4 giallo, 4 rosso, 4 rosso: set non valido (il colore rosso si ripete due volte);
- 7 giallo, 7 rosso, 7 nero, 7 nero: set non valido (il colore nero si ripete due volte);
- 11 giallo, 11 rosso: set non valido (è formato soltanto da due tessere).

#### Scale
Una scala è una combinazione formata da almeno tre  tessere dello stesso colore e con valori in ordine progressivo. A differenza di un set, una scala può avere più di quattro tessere. Una tessera di valore 1 è ammessa sia dopo il 13 sia prima del 2, ma non può trovarsi in entrambe le posizioni all'interno della stessa scala. Ciò implica che una scala non può mai essere formata da più di undici tessere; infatti, una scala potrebbe avere quattordici tessere solo con un 1 prima del 2 e un secondo 1 dopo il 13, il che non è ammesso; se una scala avesse tredici tessere, oltre allo scarto resterebbe fuori una tessera singola, non inserita in alcuna combinazione; se infine una scala avesse dodici tessere, oltre allo scarto resterebbero fuori due tessere, il che impedirebbe la formazione della mano vincente (coppie e scale non sono compatibili tra loro).
Esempi:
- 7 nero, 8 nero, 9 nero: scala valida (tre tessere dello stesso colore con valori in ordine progressivo);
- 11 giallo, 12 rosso, 13 giallo: scala non valida (tre tessere con valori in ordine progressivo, ma non tutte dello stesso valore);
- 4 blu, 5 blu, 6 blu, 7 blu, 8 blu: scala valida (cinque tessere dello stesso colore con valori in ordine progressivo);
- 12 giallo, 13 giallo, 1 giallo: scala valida (la tessera di valore 1 è ammessa dopo il 13);
- 13 rosso, 1 rosso, 2 rosso: scala non valida (la tessera di valore 1 non può stare sia dopo il 13 sia prima del 2 all'interno della stessa scala).

#### Coppie
Una coppia è una combinazione formata da due tessere identiche, ovvero con lo stesso valore e lo stesso colore. 
Esempi:
- 12 blu, 12 blu: coppia valida (due tessere con lo stesso valore e lo stesso colore);
- 2 rosso, 2 nero: coppia non valida (due tessere con lo stesso valore, ma non con lo stesso colore);
- 3 giallo, 5 giallo: coppia non valida (due tessere con lo stesso colore, ma non con lo stesso valore).